# De Deelen (veenpolder)
De veenpolder De Deelen was een waterschap in de toenmalige Nederlandse gemeenten Haskerland, Heerenveen, Opsterland en Utingeradeel in de provincie Friesland, dat een zelfstandig overheidsorgaan was van 1919 tot 1983. 
De veenpolder werd ingesteld omdat de ingelanden grote verveningen verwachtten. Het al bestaande waterschap De Deelen, dat een aanzienlijk kleiner gebied bestreek, ging daartoe op in deze veenpolder. In de eerste jaren na de instelling werden grote werken gedaan: er werden polderdijken aangelegd, een gemaal geplaatst, polderkanalen en een ringvaart gegraven of verbreed en verdiept, en een tweetal schutsluizen en drie ophaalbruggen aangelegd. In 1968 werd als onderdeel van de eerste waterschapsconcentratie het bestuur van de veenpolder overgedragen aan het waterschap Boarnferd. In 1983 volgde de definitieve opheffing.
Sinds de grote waterschapsconcentraties in Friesland valt het gebied vanaf 2004 onder Wetterskip Fryslân. 

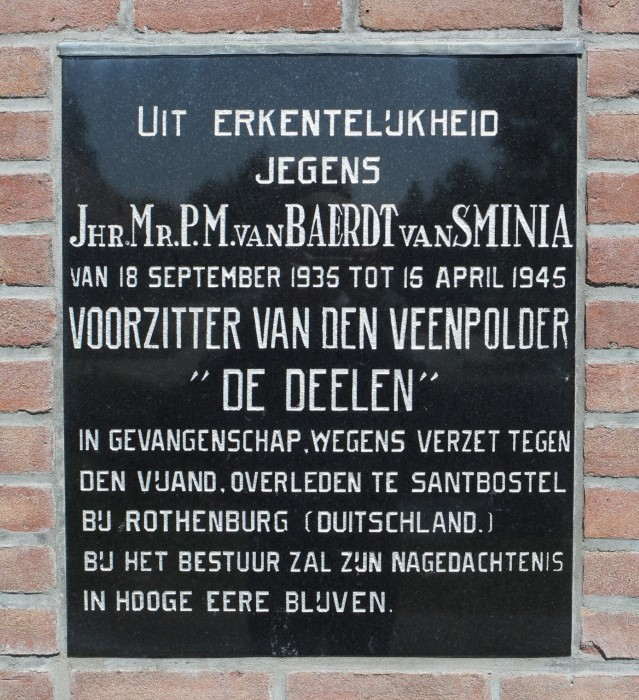
Oorlogsmonument in gemaal De Deelen